# Pilocrocis flagellalis
Pilocrocis flagellalis is een vlinder uit de familie van de grasmotten (Crambidae), uit de onderfamilie van de Spilomelinae. De wetenschappelijke naam van deze soort is voor het eerst gepubliceerd in 1909 door Paul Dognin.
De soort komt voor in Frans-Guyana.